# Jack Kerouac
Jean-Louis Lebris de Kerouac, mer känd som Jack Kerouac, född 12 mars 1922 i Lowell i Massachusetts, död 21 oktober 1969 i Saint Petersburg i Florida, var en amerikansk författare som skrev lyrik och prosa. Han var, tillsammans med bland andra William S. Burroughs, Allen Ginsberg, Gary Snyder, Lawrence Ferlinghetti, Neal Cassady och Gregory Corso en central person i den under 1950-talet framväxande så kallade beatgenerationen eller beatniks. Kerouac kallades till och med för "King of the Beats".Ginsberg hävdar att Kerouac i själva verket var den som uppfann begreppet "beat" och gav det dess innebörd.
Jack Kerouac hör till förra seklets mest omdiskuterade och lästa författare. Beundran härrör ur den frihetslängtan, de formexperiment och språkliga innovationer han ger uttryck för i sina romaner, essäer, diktsamlingar och brev. 
Han intresserade sig för österländskt religiöst tänkande, bland annat hinduism och zenbuddhism, bland annat genom kontakten med Gary Snyder – vilket kommer till uttryck i romanen Dharmagänget.
MGM spelade 1960 in filmen The Subterraneans (De underjordiska) efter Kerouacs bok med samma namn.  
År 1974 grundade Anne Waldman tillsammans med Allen Ginsberg skolan Jack Kerouac School of Disembodied Poetics i Colorado vid Naropa institute i staden Boulder, där hon är professor.
Vad gäller svensk litteratur märks Kerouacs inflytande tydligt i Sture Dahlströms debutroman Änglar blåser hårt (1961). Titeln på Ulf Lundells debutbok Jack (1976) visar på en önskan om släktskap. Redan året innan hade Kerouac omnämnts av musikern och låtskrivaren Lundell på debutplattan Vargmåne (1975) i låten ”Sextisju, sextisju”.

## Biografi
Jack Kerouac växte upp i industristaden Lowell i Massachusetts. Föräldrarna var fransk-kanadensare, och engelska lärde han sig först vid sex års ålder.
Kerouac studerade en kort tid vid Columbia University i New York, innan han 1942 gick in i flottan varifrån han ett år senare avskedades. Han debuterade 1950 med romanen The Town & the City.
Jack Kerouac var en företrädare för Beat Generation, tillsammans med vännen och författaren John Clellon Holmes, och de mer välkända poeterna Neal Cassady och Allen Ginsberg. Kerouacs mest kända roman är On the Road (1957), som skildrar rebelliska ungdomar som försöker uppnå extas genom sprit, droger, sex och jazzmusik. Han inspirerade även den senare hippierörelsen.
Hans stil har varit en stor förebild för en mängd författare – och även för sångtextförfattare, som till exempel Tom Waits.
Kerouac hävdade att hans samlade verk - liksom Prousts ’På spaning efter den tid som flytt’ - egentligen skall ses som ett enda verk ”Duluozlegenden”; med den skillnaden att Kerouacs hågkomster skrivits ner i farten istället för i efterhand i en sjukbädd. Avsikten var att genom en serie berättelser ge en helhetsbild av samtiden. Hans böcker lever vidare. New America Librarys Signetutgåva av "På drift" har t.ex. aldrig varit utgången från förlaget.
Modern Library listar ”On the Road” som nr. 55 på sin lista över de 100 bästa engelskspråkiga romanerna under 1900-talet. Även Time magazine listar boken som en av de 100 bästa engelskspråkiga romanerna mellan 1923 och 2005. Den återfinns även på Guardians lista (nr. 76) över de 100 bästa romanerna som överhuvudtaget skrivits på det engelska språket under åren 1678–2000.
Jack Kerouac avled till följd av en inre blödning i matstrupen, som läkarna inte kunde stoppa.

## Verk
- 1950 – The Town and the City
- 1957 – On the Road (På drift, översättning: Jan Nyström och Lars Wilson, Rabén & Sjögren, 1959; På väg, översättning: Einar Heckscher, Norstedt, 2008, På väg - originalversionen” översättning: Andreas Vesterlund, Bakhåll, 2016)
- 1958 – The Subterraneans- skriven 1953 (De underjordiska, översättning: Lars Wilson, Rabén & Sjögren, 1960)
- 1958 – The Dharma Bums (Dharmagänget, översättning: Lars Wilson, Rabén & Sjögren, 1961; Dharmadårarna, översättning: Mats Zetterberg, Bakhåll, 2009)
- 1959 – Doctor Sax
- 1959 – Maggie Cassidy: A Love Story
- 1960 – Lonesome Traveler (Järnvägen Jorden; Bakhåll: 1997, översättning: Per Planhammar)
- 1960 – The Scripture of the Golden Eternity
- 1960 – Tristessa
- 1961 – Pull My Daisy - skriven mars 1959
- 1962 – Big Sur (Big Sur; Bakhåll, 1999, 2010 översättning: Ulf Claësson)
- 1963 – Visions of Gerard
- 1965 – Desolation Angels
- 1966 – Satori in Paris
- 1968 – The Vanity of Duluoz: An Adventurous Education, 1935-1946

### Postumt
- Visions of Cody (1972); Excerpts from Visions of Cody (1959)
- Pic (1971) - skrevs 1951;1969
- Two Early Stories (1973) - skrevs 1939–1940
- Old Angel Midnight (1973) - skrevs 1956
- Trip Trap (1973) - skrevs 1959
- Good Blonde & Others (1993)
- Selected Letters 1940-1956 (1995)
- Some of the Dharma (1997) - skriven 1954–1955
- Selected Letters 1957–1969 (1999)
- Atop an Underwood ((1999)
- Orpheus Emerged (2000)
- Windblown World. The Journals 1947-1954. (2004)
- Wake Up (2008)
- The Sea Is My Brother (2011)

### Tillsammans med andra författare
- Kerouac, Jack & Holmes, John Clellon, ”Beat Generation - The Lost Work (2006) skrevs 1957 (samma år som "På Drift")
- Kerouac, Jack & Burroughs, William. ”And the Hippos Were Boiled in their Tanks”. (2008)
- Ginsberg, Allen & Jack, Kerouac. ”The Letters”. (2010)

### Poesi
- Mexico City Blues (1959)
- Book of Dreams (1960)
- Scattered Poems (1971); Livet är min konst (Bakhåll, 1989, översättning: Bernt Sandström).  Skrevs 1951;1969.
- Heaven & Other Poems (1977)
- Book of Haikus (2003)

#### På svenska i antologier, tidskrifter och tidningar[11]
- "Korus 96, 52, 74, 168, 164, 165, 150, 65, 190" (ur Mexico City Blues) (översättning Reidar Ekner). I antologin Helgon & hetsporrar (Rabén & Sjögren, 1960), s. 32-40
- "I Brooklyn" (översättning Lars Wilson). I antologin Stora amerikanska berättare (Folket i bilds förlag, 1962), s. 326-341
- "Kerouac (Ur 'Visions of Cody')" (översättning Håkan Sandell). I tidskriften Rip, 1982: nr 3, opag.
- "Kerouacs testamente" (översättning Clemens Altgård och Peter Luthersson). I tidskriften Kannibal, 1984: nr 1, opag.
- "Korus 221" (ur Mexico City Blues) (översättning Gunnar Harding). I antologin USA-poesi (Café existens, 1984), s. 404
- "Charley Parker" [dikt] (översättning Gunnar Harding). I tidskriften Orkesterjournalen, 1985: nr 3, s. 16
- "Mexico City blues: korus 226, 242" (översättning Gunnar Harding). I tidskriften Yeah!, nr 2 (1992), s. 38-39